# Marina Núñez Guzmán
Marina Núñez Guzmán (Tepic, Nayarit, 26 de diciembre de 1919-mayo de 2008) fue una política mexicana, miembro del Partido Revolucionario Institucional (PRI). Fue diputada federal de 1964 a 1967, la primera mujer elegida a dicho cargo en el estado de Nayarit.

## Biografía
Realizó sus estudios básicos en la escuela Amado Nervo y taquigrafía en la Academia Taylor, ambos en la ciudad de Tepic. 
Ingresó como empleada en el departamento de Trabajo y Previsión Social del estado de 1934 a 1937, y luego de 1938 a fue mecanógrafa en la Confederación de Trabajadores de México (CTM) y posteriormente en la Liga de Comunidades Agrarias y Sindicatos Campesinos.
Ocupó los cargos de secretaria de Acción Femenil y secretaria de Conflictos en la Federación de Trabajadores de Tepic (CTM) y entre 1963 a 1964 fue directora Acción Social del comité estatal del PRI, cargo en el que participó en la campaña presidencial de Gustavo Díaz Ordaz.
En 1964 fue postulada candidata del PRI y elegida diputada federal a la XLVI Legislatura por el Distrito 2 de Nayarit, concluyendo su periodo legislativo en 1967.